# Xyline du chêne
Lithophane ornitopus
Espèce
La Xyline du chêne (Lithophane ornitopus) est une espèce univoltine de lépidoptères de la famille des Noctuidae, répandue dans la plupart de l'écozone paléarctique.

## Description

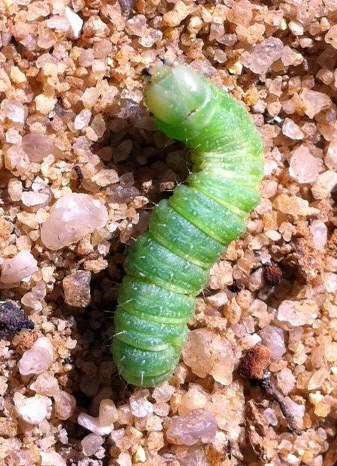
La couleur vert pomme de la chenille de la Xyline du chêne constitue un camouflage idéal pour dévorer les feuilles de chêne au printemps sans être vue par les prédateurs.

Les larves, qu'on trouve d'avril à juin, se nourrissent sur divers arbres à feuilles caduques (peupliers, saules, pruniers mais de préférence de chênes).
La chenille se transforme en chrysalide robuste en juillet pour passer l'été dans une cavité souterraine. Elle deviendra un imago d'une envergure de 32 à 38 mm volant de la fin août à novembre puis, après hivernage en situation abritée, de la fin février à la mi-mai.
Les papillons sont actifs dès le crépuscule et jusque tard dans la nuit et sont attirés par la lumière et le sucre.
L'espèce, à l'état de chenille, est connue pour son cannibalisme.